# 冯璧
冯璧（1162年-1240年庚子七月十四日），字叔献、天粹。金代官员、文人。章宗承安二年进士。最初在莒州、鄜州、东阿等地方任职，也担任过尚书省令史。1209年（大安元年）奉召入翰林院。1215年（贞祐三年）任监察御史，四年，任大理丞，多次参与审理重大案件。忤逆权贵归德知府陀满胡土门、都水监使蒲察毛花辇，欲追查二人追剿红袄军不利的责任。还治办了京东总帅纥石烈志（牙古塔）伐宋时无视军令，改变目标并纵兵掳掠的事件。1221年（兴定五年），以同知集庆军节度使致仕。晚年隐居嵩山龙潭，与文人郊游。每年登门拜访者皆携书以往，璧还私酿酒以招待客人。卒年七十九岁。子冯渭入元仕至中书省右三部郎中。

## 延伸阅读
[在维基数据编辑]
 《金史·卷110》，出自脱脱《遼史》